# زندگی یک سفر است
زندگی یک سفر است (به هندی: Yeh Zindagi Ka Safar) فیلمی محصول سال ۲۰۰۱ و به کارگردانی تانوجا چاندرا است. در این فیلم بازیگرانی همچون آمیشا پاتل، جیمی شرگیل، گلشن گروور، نفیسه علی و راجپال یاداو ایفای نقش کرده‌اند.